# San Teodoro, Sardegna
San Teodoro là một đô thị ở tỉnh Sassari trong vùng Sardegna, có khoảng cách khoảng 180 km về phía đông bắc của Cagliari và cách khoảng 20 km về phía đông nam của Olbia. Tại thời điểm ngày 31 tháng 12 năm 2004, đô thị này có dân số 3.565 người và diện tích là 104,8 km².
Đô thị San Teodoro có các frazioni (các đơn vị cấp dưới, chủ yếu là các làng) Suareddha, Monte Pedrosu, Straulas, Buddhitogliu, La Traversa, Lu Fraili, và Sitagliacciu.
San Teodoro giáp các đô thị: Budoni, Loiri Porto San Paolo, Padru, Torpè.